# Szávaszentdemeteri csata
A szávaszentdemeteri csata 1523. augusztus 6–7. között zajlott le a szerémségi Szávaszentdemeter és Nagyolasz között. Egyik elnevezése szávaszentdemeteri-nagyolaszi csata. Az ütközetben a magyar végvári hadak levertek egy török sereget.
1523-ban Ferhád pasa, Verboszna parancsnoka 12 ezer főnyi seregével Rednek vára ellen indult. A területet Nándorfehérvár 1521-es eleste után már közvetlenül érték török támadások.

A környék kisebb váraiból összeverődött magyar és szerb katonák Bárdy István udvari huszárkapitány vezetésével augusztus 6-ától 7-ig tartó harcokban, melyek Rednek alatt, valamit Szávaszentdemeter és Nagyolasz vidékén folytak, több csapást mértek az oszmán csapatokra. A megfutamodott Ferhád embereit Szentdemeternél utolérték és a Szávába szorították.

A magyar csapatból 700-an estek el, míg a törökök vesztesége több ezer fő volt.

A háborúnak ez volt talán az egyetlen jelentősebb magyar győzelme, melyet még Budán is „csodának, semmint emberi erővel kivívott eredménynek” tartottak.